# براين غان
براين غان (بالإنجليزية: Bryn Gunn)‏ هو لاعب كرة قدم بريطاني في مركز الدفاع، ولد في 21 أغسطس 1958 في Kettering ‏ في المملكة المتحدة. لعب مع شروزبري تاون ونادي بيتربورو يونايتد ونادي تشيسترفيلد ونادي مانسفيلد تاون ونادي والسول ونوتينغهام فورست.